# Раздольное (Есильский район)
Раздольное (каз. Раздольное) — село в Есильском районе Акмолинской области Казахстана. Входит в состав Свободненского сельского округа. Код КАТО — 114868100.

## География
Село расположено в 33 км на северо-восток от районного центра города Есиль, в 22 км на северо-восток центра сельского округа — села Свободное. Вдоль села протекает река Кызылсу.

## История
Начиная с 2019 года село административно входит в состав Свободненского сельского округа. До 2019 года образовало административно-территориальную единицу «Село Раздольное».

## Население
В 1989 году население села составляло 809 человек (из них русских 43%).
В 1999 году население села составляло 741 человек (428 мужчин и 313 женщин). По данным переписи 2009 года, в селе проживало 406 человек (195 мужчин и 211 женщин).
| Динамика численности населения | Динамика численности населения | Динамика численности населения |
| 1989                           | 1999                           | 2009                           |
| ------------------------------ | ------------------------------ | ------------------------------ |
| 809                            | ↘741                           | ↘406                           |